# Henning Illies

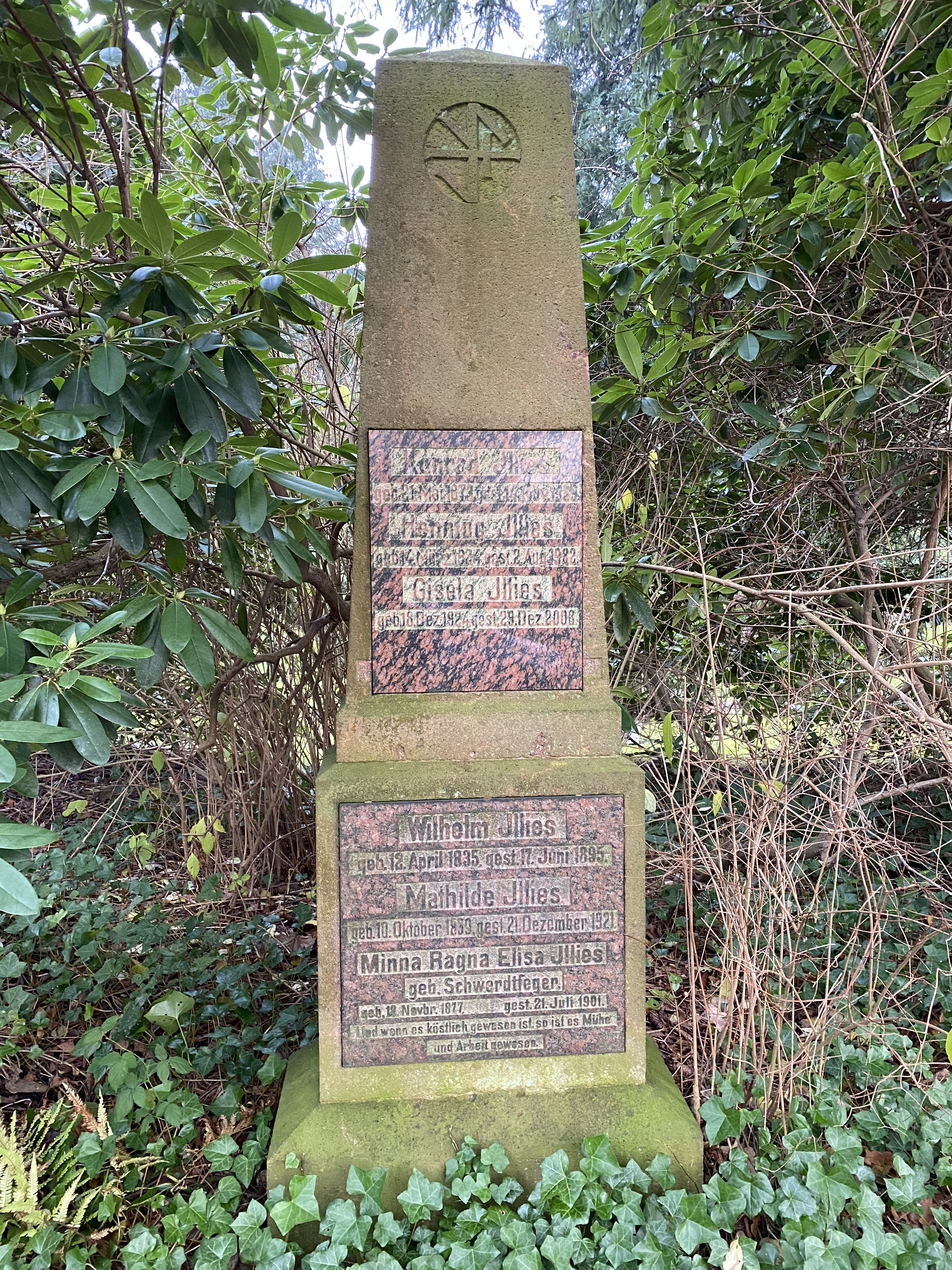
Grabstätte auf dem Friedhof Ohlsdorf im Planquadrat H 17

Jürgen Henning Illies (* 14. März 1924 in Hamburg; † 2. August 1982 in Karlsruhe) war ein deutscher Geologe und Hochschullehrer.

## Leben
Illies studierte Geologie an der Universität Halle und der Universität Hamburg, wo er 1948 promoviert wurde und sich 1951 habilitierte. Danach war er Dozent in Hamburg und Freiburg im Breisgau und Professor für Geologie an der Universität von Valdivia in Chile, bevor er Professor an der TH Karlsruhe wurde. Er war dort Direktor des  Geologischen Instituts.
Illies befasste sich insbesondere mit der Geologie des Oberrheingrabens (wobei er in Karlsruhe mit dem Professor für Geophysik Stephan Mueller und dessen Nachfolger Karl Fuchs zusammenarbeitete) und allgemein mit Grabenbrüchen sowie mit der Geologie von Chile.
1981 erhielt er die Hans-Stille-Medaille. 1964 bis 1971 war er Vorsitzender des Oberrheinischen Geologischen Vereins. Er war seit 1973 Mitglied der Leopoldina.
Henning Illies verstarb 58-jährig und wurde in der Familiengrabstätte auf dem Hamburger Friedhof Ohlsdorf beigesetzt.

## Schriften
- Geologie der Gegend von Valdivia, Neues Jahrbuch für Geologie und Paläontologie, Band 111, 1960, S. 30–110.
- Randpazifische Tektonik und Vulkanismus im südlichen Chile, Geologische Rundschau, Band 57, 1967, S. 81–101.
- Prinzipien der Entwicklung des Rheingrabens, dargestellt am Grabenquerschnitt von Karlsruhe, Mitt. Geologisches Staatsinstitut Hamburg, Band 31, 1962, S. 58–121.
- Oberrheinisches Grundgebirge und Rheingraben, Geologische Rundschau, Band 52, 1962, S. 317–332.
- Bauplan und Baugeschichte des Oberrheingrabens, Oberrheinische Geolog. Abhandlungen, Band 14, 1965, S. 1–54.
- The Rhine graben rift system – plate tectonics and transform faulting, Geophys. Surveys, Band 1, 1972, S. 27–60.
- Ancient and recent rifting in the Rhinegraben, in R. Frost, A. Dikkers (ed.) Fault Tectonics, Geologie en Mijnbouw, Band 56, 1977, S. 329–350.
- Intra-Plattentektonik in Mitteleuropa und der Rheingraben, Oberrheinische Geolog. Abhandlungen, Band 21, 1974, S. 1–24.
- Intraplate tectonics in stable europe is  related to plate tectonics in the alpine system, Geolog. Rundschau, Band 64, 1975, S. 677–699.
- mit G. Greiner Regionales stress Feld und Neotektonik in Mitteleuropa, Oberrheinische Geolog. Abhandlungen, Band 25, 1976, S. 1–40.
- mit Karl Fuchs (Herausgeber) Approaches to Taphrogenesis, Schweizerbart, Stuttgart 1974 (darin von Illies: Taphrogenesis and Plate Tectonics).
- Herausgeber: Mechanism of Graben Formation. Selected Papers, Amsterdam 1981 (Symposium 1979 in Canberra, International Union of Geodesy and Geophysics, Inter-Union Commission on Geodynamics).
- mit Stephan Müller (Herausgeber) Graben Problems. Proceedings of an Rift Symposium held at Karlsruhe, October 10–12, 1968, Stuttgart, Schweizerbart 1970 (International Upper Mantel Project, Scientific Report 27).